# 尖嘴圆尾颌针鱼
尖嘴圆尾颌针鱼（学名：Strongylura anastomella）为颌针鱼科柱頜針魚屬的鱼类，又名鶴鱵、针良鱼、双针鱼、青条、鹤嘴鱼。分布于朝鲜、日本沿海以及黄渤海到南海沿岸等，属于沿岸暖温性中上层鱼类。其主要栖息于近海或河口。该物种的模式产地在中国。
尖嘴圆尾颌针鱼的肉可供食用。